# 天主教瓜蘭達教區
天主教瓜蘭達教區（拉丁語：Dioecesis Guarandensis）是厄瓜多爾一個羅馬天主教教區，屬基多總教區。
教區成立於1957年12月29日，屬昆卡總教區。1961年9月11日改隸基多總教區。
教區位於玻利瓦爾省。2006年有教友162,100人（佔轄區總人口86.0%）、三十個堂區、三十名司鐸。現任教區主教為安赫爾·波利維奧·桑切斯·洛艾薩。